# Диаграма
Диаграма (на гръцки: διάγραμμα – геометрична фигура, рисунка, чертеж) е дву- или триизмерно графично изображение на данни, факти или информация. В зависимост от целта, съществуват много различни типове.